# Manuel Costa
Pour les articles homonymes, voir Costa.
 (décembre 2022).
Si vous disposez d'ouvrages ou d'articles de référence ou si vous connaissez des sites web de qualité traitant du thème abordé ici, merci de compléter l'article en donnant les références utiles à sa vérifiabilité et en les liant à la section « Notes et références ».
Manuel Costa (né le 11 octobre 1921 à Vilafranca del Penedès) est un coureur cycliste espagnol, professionnel de 1941 à 1949. Auteur de deux succès chez les professionnels, il s'est surtout distingué en portant durant onze jours le maillot de leader sur le Tour d'Espagne 1946, qu'il termine à la quatrième place. Il réédite un exploit semblable sur l'édition 1947, où il finit à la deuxième place du classement général, après dix jours passés en leader,.

## Biographie
Manuel Costa évolue au niveau professionnel de 1942 à 1949. On ne sait pas grand chose de lui, si ce n'est qu'il faisait partie des équipes nationales espagnoles qui ont participé au Tour d'Espagne dans les années 1940. 
En 1943, il remporte une étape du Tour de Catalogne, qu'il termine à la septième place. Deux ans plus tard, il dispute son premier Tour d'Espagne, qui revient après une interruption de deux ans en raison de la Première Guerre mondiale. Costa se classe onzième du classement général, à plus d'une heure et demie du vainqueur Delio Rodríguez. 
Jusqu'alors peu connu dans son pays, il se révèle lors du Tour d'Espagne 1946. Dans la cinquième étape, il participe à une échappée et rallie l'arrivée à Grenade avec plus de 20 minutes d'avance sur les deux favoris : Dalmacio Langarica et Julián Berrendero. Il s'empare à cette occasion du maillot de leader, qu'il conservera pendant onze jours. Attaqué de toutes parts, il chute et écope d'une pénalité de dix minutes pour changement de vélo non autorisé lors de la quinzième étape, entre Bilbao et Santander. Il parvient tout de même à conserver la tête du général, mais avec moins de deux minutes d'avance sur le futur vainqueur Dalmacio Langarica. Détrôné le lendemain, il recule encore lors des derniers jours et termine finalement quatrième du classement final,.  
Sur le Tour d'Espagne 1947, Manuel Costa confirme et passe tout proche de la victoire finale. Lors de l'étape reine (11e jour, entre Saint-Sébastien et Bilbao), il fait bonne figure dans les différentes ascensions du jour et termine deuxième, battu au sprint par Félix Adriano. Le lendemain, il s'échappe rapidement et mène une longue offensive en direction de Santander, dans une journée dantesque avec trois cols. Devancé une nouvelle fois à l'arrivée par Adriano, il reprend néanmoins beaucoup de temps à ses principaux adversaires et prend la tête du classement général, avec une bonne avance sur son second Édouard Van Dyck. Mais ce dernier, bien meilleur rouleur, écrase le contre-la-montre entre Luarca et Ribadeo (2e secteur de la 16e étape) et revient à seulement 15 secondes du coureur catalan, en lui ayant repris plus de huit minutes. Dans la dix-neuvième étape (qui se conclut à Vigo), Costa remonte son avance à 2 minutes et 12 secondes, en raison de diverses crevaisons subies par Van Dyck. Le dernier contre-la-montre, disputé sur 47 kilomètres entre Astorga et León, lui est cependant fatal. Onzième de l'étape, il cède son maillot à Van Dyck, deux jours avant le terme de l'épreuve, après dix jours passés en tête. À Madrid, il se classe finalement deuxième du classement général, à 2 minutes et 14 secondes du vainqueur belge. C'est de loin le meilleur résultat de sa carrière,. 
Il participe une dernière fois au Tour d'Espagne en 1948, qu'il termine à la sixième place. La même année, il gagne une étape et termine troisième du Tour de Tarragone. Après une dernière saison en individuel, il met un terme à sa carrière en 1949.

## Palmarès
- 1943
  - 2e étape du Tour de Catalogne
  - 7e du Tour de Catalogne
- 1946
  - 4e du Tour d'Espagne
- 1947
  - 2e du Tour d'Espagne
- 1948
  - 2e étape du Tour de Tarragone
  - 3e du Tour de Tarragone
  - 6e du Tour d'Espagne

## Résultats sur le Tour d'Espagne
4 participations
- 1945 : 11e
- 1946 : 4e,  leader pendant 11 jours
- 1947 : 2e,  leader pendant 10 jours
- 1948 : 6e